# Холецистостомія
Холецистостомія (лат. cholecystostomia) — накладання стоми (фістули) жовчного міхура, паліативна операція. Перевага холецистостомії полягає у мінімальному травматизмі, коротшій тривалості відносно холецистектомії, і як наслідок меншій кількості післяопераційних ускладнень. За мету оперативного втручання ставиться створення відтоку жовчі, запального ексудату або гною. Виконується під загальним наркозом.
Операція виконується лише з метою полегшити стан пацієнта, і не може розглядатись як окреме завершене хірургічне лікування.

## Види
- «впритул» — дно жовчного міхура підшивають до стінки черевної порожнини
- «протягом» — в просвіт жовчного міхура вводиться дренаж, а простір між передньою черевною стінкою і дном жовчного міхура і самим дренажем обмежують тампонами.

## Покази
Гострий холецистит у людей похилого віку, які мають недостатність збоку кровообігу, дихання, печінки, нирок — стадія декомпенсації.

## Техніка
Розріз здійснюється як при видаленні жовчного міхура (cholecystectomia) з максимальним збереженням судин, нервів стінки живота, з найбільш широким доступом для хірурга. Використовують розріз Ріделя-Кохера або Кера (паралельно до реберної дуги), розріз Шалімова — колючкоподібний.
- Проводять розтин черевної порожнини, ізолюють дно жовчного міхура за допомогою марлевих серветок.
- Роблять пункцію міхура з відсмоктуванням його вмісту.
- Розсікають стінку міхура та здійснюють видалення жовчних каменів. Далі перевіряють протоки на вміст каменів, видаляють їх.
- Наступний етап полягає у промиванні міхура, введенні в нього великого за розміром катетера з отворами, який прикріплюють до краю розрізу міхура з допомогою швів.
- Накладання кисетного шва на стінку міхура навколо отвору, для укріплення дренажної трубки.
- Поверх одного кисетного шва накладають другий.
- Виведення дренажної трубки на передню стінку живота
- Залючним етапом в холецистостомії є пошарове ушивання рани

## Післяопераційний період
Інтенсивна терапія проводиться за схемою, схожою при лікуванні гострого холециститу з застосуванням анальгетиків, спазмолітиків, антибіотиків, з корекцією водно-сольового балансу. Велику увагу приділяють профілактиці тромбоемболічних ускладнень — призначають гепарин, призначають дихальну гімнастику, ранній руховий режим. Витягування дренажів з черевної порожнини здійснюють на 3-5 добу після оперативного втручання, з жовчного міхура 12-14 доба, але перед цим можуть виконувати холангіографію, за допомогою якої перевіряють надходження жовчі в дванадцятипалу кишку.